# Petronas-ikertorony
A Petronas-ikertorony az építtető kőolajtársaság (Petronas) nevét viselő, 451,9 méter magas felhőkarcoló Kuala Lumpurban, Malajzia fővárosában. A világ legmagasabb épülete volt 2003-ig aszerint a ranglista alapján, amely a magasságot a főbejárat és a strukturális tetőpont különbségében határozza meg. Ez a besorolás azonban vitatott, hiszen a legmagasabb emelet csak 378 méter, a tető pedig 403 méter magasan található. A Sears Tower eme két pontot figyelembe véve (436 m és 442 m) ugyanúgy magasabbnak tekintendő, mint az antennát is beleszámító magasságmérték esetében (527 m).
A két tornyot 170 méter (41. és 42. emelet) magasságban egy kétszintes acélhíd (ún. Skybridge) köti össze. Ez az 58,4 méter hosszú, 750 tonnás híd 2000-től a nyilvánosság számára is látogatható. A korlátozott számban rendelkezésre bocsátott, belépőjegyek reggelente 8:30-tól válthatóak a Skybridge és a 86.emeleten lévő Observation Deck-re.
Az I. torony teljes egészében a Petronas cég irodáinak ad helyet, a II. toronyban más cégek is bérelnek irodákat, mint például a Bloomberg, az IBM, a Boeing, a Microsoft, a Huawei, az Al Jazeera English, vagy a Reuters.
A tornyok otthont adnak több bevásárlóközpontnak, a Petrosains Természettudományi Múzeumnak, a Malajziai Filharmonikusok koncerttermének, egy képzőművészeti galériának és számtalan irodának. Különösen impozáns az itt található Suria KLCC bevásárlóközpont a maga luxusüzleteivel és vendéglátóipari egységeivel.

## Az ikertorony a tömegkultúrában
Az épület feltűnik az 1999-es Briliáns csapda című filmben, amiben a Sean Connery és a Catherine Zeta-Jones által alakított betörőpáros az ikertoronyban lévő vállalati szerverről akar több milliárd dollárt leemelni, majd utána izgalmas menekülést hajtanak végre az összekötőhídon.
Az ikertornyok feltűnnek még, az IO Interactive sikerjátékában, a 2002-es Hitman 2: Silent Assassin-ban. A játék, három egymást követő feladatban is szerepet ad a tornyoknak. Elsőként a földszinten (Recepción) és az alagsorban. A másodikban már valahol magasan az emeletek között. A harmadik feladatban pedig egy luxus lakosztályban, valahol a legfelső szinteken. A játékban a tornyok főként a látványosságot tükrözik vissza, de nagyrészt nem életszerű és nem is a pontos mása, legalábbis belülről. A játékban át kell menni a két torony közti hídon.

## Külső hivatkozások
- Hivatalos honlap
- Malajzia új fővárosa Putrajaya (angolul)